# Desa Dayeuhkolot (administrativ by i Indonesien, lat -6,68, long 107,64)
Desa Dayeuhkolot är en administrativ by i Indonesien.   Den ligger i provinsen Jawa Barat, i den västra delen av landet, 100 km sydost om huvudstaden Jakarta.